# مانزی (نیویورک)
مانزی (به انگلیسی: Monsey) یک منطقهٔ مسکونی در ایالات متحده آمریکا است که در شهرستان راکلند، نیویورک واقع شده‌است. مانزی ۵٫۸ کیلومتر مربع مساحت و ۱۸٬۴۱۲ نفر جمعیت دارد و ۱۶۷ متر بالاتر از سطح دریا واقع شده‌است.